# 阿尔西诺伊一世
阿尔西诺伊一世（希腊语：Αρσινόη，活动时间前3世纪）埃及托勒密王朝国王托勒密二世的第一个王后。

## 生平
阿尔西诺伊一世是希腊城邦色雷斯的公主，父亲为色雷斯国王莱西马库。她大约在前282年嫁给托勒密二世。但她的地位很快被托勒密二世的姐姐阿尔西诺伊二世所取代。阿尔西诺伊二世本来被其父托勒密一世嫁给阿尔西诺伊一世的父亲莱西马库，她在丈夫死后来到埃及。按照埃及自法老时代流传的传统，阿尔西诺伊二世与其兄的婚姻关系似乎更能为埃及人所接受。于是阿尔西诺伊一世以企图谋杀托勒密二世的罪名被废黜，并遭到流放。她在流放中死去。没有证据显示阿尔西诺伊二世亲自参与了这一阴谋。
阿尔西诺伊一世与托勒密二世生了三个孩子，包括托勒密二世的继承人托勒密三世。